# Protalix BioTherapeutics
Protalix BioTherapeutics — ізраїльська фармацевтична компанія, що виробляє і продає рекомбінантні терапевтичні білки, вироблені за допомогою специфічної системи експресії на основі рослинних клітин ProCellEx.

## Історія корпорації
Компанія Protalix Bio Therapeutics була заснована у 1993 році Йосефом Шалтіелем. Він був вченим і отримав доктора наук з біохімії рослин в Інституті Вейцмана в Ізраїлі. Працював у біологічно-хімічному центрі сил оборони Ізраїлю.
Одним з перших та найбільш щедрих інвесторів компанії був професор дерматології Університету Мямі, Філіп Фрост (Businessweek 2011). Він інвестував 24 мільйони в розробку рекомбінантного білку проти хвороби Гоше. (StreetInsider)
У 2006 році Protalix уклав угоду про партнерство з Teva Pharmaceutical Industries щодо розробки двох білків, а в 2009 році підписав угоду про співпрацю з Pfizer щодо розробки та комерціалізації таліглюцерази альфа. Також у 2009 році Protalix повідомив, що Frost & Sullivan вручив компанії свою премію. У 2011 році Protalix оголосив, що Американська адміністрація з продовольства та лікарських засобів (FDA) затвердила виробничий завод компанії в Карміелі .
Protalix отримала статус міжнародної компанії після об'єднання з Orthodontix. Завершення злиття компаній відбулося 31 грудня 2006 року. Вартість компанії оцінювалася в 1 мільярд доларів.

## Виготовлення препаратів
Protalix використовує культивовані рослинні клітини для виготовлення біофармацевтичних препаратів. В першу чергу, фірма використовує суспензійну культуру клітин моркви. Станом на 2017 рік, Protalix виробляє один продукт, затверджений FDA, проданий Pfizer в США, і в даний час готує до випуску ще чотири препарати.

## Продукти компанії
- Таліглюцераза альфа (Elelyso) — рекомбінантний фермент глюкоцереброзидази, що екстрагується з трансгенних культур клітин моркви.[3] Відома також як Елелісо, таліглюцераза була схвалена управлінням харчових продуктів та лікарських засобів США (FDA) травні 2012 року як орфанний препарат для лікування хвороби Гоше першого типу.[4] Protalix отримав ліцензію на глобальний розвиток та комерціалізацію Elelyso на Pfizer, за винятком Бразилії, де Protalix зберігає повні права. Бразилія займає третє місце за кількістю пацієнтів з Гоше у всьому світі, після США та Ізраїлю.[5] Бразильське національне агентство з нагляду за здоров'ям, відоме як ANVISA, в березні 2013 року надало регуляторне схвалення Elelyso для лікування дорослих, хворих на хворобу Гоше, і продовжило затвердження Elelyso для дітей у грудні 2016 року.
- Алідорназа альфа(PRX-110) — рекомбінантна форма дезоксирибонуклеази I (DNase I) в рослинній клітині, яку Protalix за допомогою хімічної модифікації сконструював стійкою до інгібування актином. DNase I є частиною сучасної терапії кістозного фіброзу, призначеної для зменшення в'язкості мокротиння, що накопичується в легенях хворих на муковісцидоз, що сприяє розвитку рецидивуючих інфекцій у пацієнтів.[6] ДНКаза AIR (алідорназа альфа), розроблена для зменшення слизу в легенях хворих на муковісцидоз, показала надзвичайно хороші результати в 2017 році.[7] Alidornasa alfa розробляється для лікування всіх хворих на муковісцидоз і, як очікується, замінить Pulmozyme® у 2020 році.
- Пегунігальсідаза альфа (PRX-102) — експресована з культур рослинних клітин і хімічно модифікована версія рекомбінантного білка альфа-галактозидази-А. Білкові частини ковалентно зв'язуються хімічним зшиванням за допомогою PEG доменів, в результаті чого утворюється більш активна і стабільна молекула, ніж форми, що вже існують. В цей час Protalix проводить клінічне випробування фази 3 для PRX-102[8] для лікування хвороби Фабрі після успішної зустрічі з FDA. Protalix оголосив про позитивні результати свого клінічного випробування для PRX-102. Пегунігальсідаза альфа розробляється для заміни Фабразиму, а досліджння показують потенційну перевагу в ефективності.[9]
- OPRX-106 — експересований з рослинних клітин рекомбінантний рецептор II фактора некрозу щитовидної залози з доменом IgG1 Fc (TNFRII-Fc). У розробці для перорального прийому. У разі успіху OPRX-106 стане першим в історії лікуванням оральним ферментом, оскільки ще не існує таких ліків.
- PRX-105 — рекомбінантна людська ацетилхолінестераза, що виробляється з генетично модифікованої клітинної культури тютюну (Nicotiana tabacum)[10] . Цей препарат може бути використаний задля попередження негативного впливу нервових агентів . PRX-105 завершив клінічні випробування I фази.[11]
- PRX-115 — рекомбінантна уріказа, спрямована на зниження рівня сечової кислоти при низькій імуногенності та збільшення періоду напіввиведення. Цей препарат розробляють проти подагри.
- PRX-119 — рекомбінантна ДНКаза тривалої дії для лікування різних медичних станів, в яких беруть участь нейтрофільні позаклітинні пастки (NETs).[12]